# Тейшейра, Жуан Карлуш
Жуа́н Ка́рлуш Вила́са Тейше́йра (порт. João Carlos Vilaça Teixeira; 18 января 1993 года, Брага, Португалия) — португальский футболист, атакующий полузащитник клуба «Шанхай Шэньхуа».

## Клубная карьера

### «Спортинг»
Тейшейра перешёл в молодёжную команду «Спортинга» в 2004 году из своего первого в карьере клуба «Браги». Он присоединился к основной команде в сезоне 2011/2012, получив 46 номер. Его первое попадание в заявку на матч произошло в декабре 2011 года в матче Лиги Европы против «Цюриха» и «Лацио».

### «Ливерпуль»
Впечатлив скаутов «Ливерпуля» клуб приобрёл игрока за 830,000 фунтов стерлинга в январе 2012 года. После присоединения к «Ливерпулю» Тейшейре дали прозвище «Новый Деку». Но сразу после присоединения к «Ливерпулю» Тейшера выбыл из строя команды, получив серьёзную травму спины на 6 месяцев. Тейшейра в сезоне 2012/2013 сыграл 20 матчей в Премьер-Лиге до 21 года, забив 2 гола. 19 мая 2015 года Тейшейра был признан Игроком года академии Ливерпуля, после его аренды в «Брайтон энд Хоув Альбион». Дебютировал в составе основной команды 12 февраля 2014 года в матче против «Фулхэма», заменив на 82 минуте Рахима Стерлинга.

### «Брентфорд» (аренда)
Тейшейра перешёл на правах аренды в «Брентфорд» 10 сентября 2013 года. Дебютировал за новый клуб 14 сентября 2013 года в матче лиги против «Транмир Роверс», выйдя на замену. Во втором матче Тейшейра сыграл 21 минуту, заменив Мартина Филло в матче против «Лейтон Ориента». Досрочно вернулся из аренды 7 октября 2013 года, сыграв всего 2 матча за «Брентфорд».

### «Брайтон энд Хоув Альбион» (аренда)
Тейшейра был отдан в аренду клубу «Брайтон энд Хоув Альбион» 15 августа 2014 года, сроком на 1 сезон. Тейшейра дебютировал на следующий день после перехода в «Брайтон энд Хоув Альбион» против «Бирмингем Сити», заменив Казенга Луа-Луа на 64-й минуте.
19 августа забил свой первый гол за клуб, в матче против «Лидс Юнайтед».

### «Порту»
14 июня 2016 года на правах свободного агента перешёл в «Порту». Контракт подписан до 2020 года. В качестве компенсации за воспитания футболиста «Ливерпуль» получит 250 тысяч фунтов.

## Международная карьера
Тейшейра выступал за различные молодёжные сборные Португалии.

## Статистика
| Выступление                | Выступление         | Выступление      | Лига | Лига | Кубки | Кубки | Еврокубки | Еврокубки | Итого | Итого |
| Клуб                       | Лига                | Сезон            | Игры | Голы | Игры  | Голы  | Игры      | Голы      | Игры  | Голы  |
| -------------------------- | ------------------- | ---------------- | ---- | ---- | ----- | ----- | --------- | --------- | ----- | ----- |
| Ливерпуль                  | Премьер-лига        | 2013/14          | 1    | 0    | —     | —     | —         | —         | 1     | 0     |
| Ливерпуль                  | Премьер-лига        | 2014/15          | 0    | 0    | —     | —     | —         | —         | 0     | 0     |
| Ливерпуль                  | Премьер-лига        | 2015/16          | 1    | 0    | 5     | 1     | 1         | 0         | 7     | 1     |
| Ливерпуль                  | Итого               | Итого            | 2    | 0    | 5     | 1     | 1         | 0         | 8     | 1     |
| → Брентфорд                | Лига 1              | 2013/14          | 2    | 0    | —     | —     | —         | —         | 2     | 0     |
| → Брентфорд                | Итого               | Итого            | 2    | 0    | —     | —     | —         | —         | 2     | 0     |
| → Брайтон энд Хоув Альбион | Чемпионшип          | 2014/15          | 32   | 6    | 3     | 0     | —         | —         | 35    | 6     |
| → Брайтон энд Хоув Альбион | Итого               | Итого            | 32   | 6    | 3     | 0     | —         | —         | 35    | 6     |
| Порту                      | Лига Сагриш         | 2016/17          | 8    | 0    | 2     | 0     | —         | —         | 10    | 0     |
| Порту                      | Итого               | Итого            | 8    | 0    | 2     | 0     | —         | —         | 10    | 0     |
| → Брага                    | Лига Сагриш         | 2017/18          | 14   | 0    | 3     | 0     | 6         | 1         | 23    | 1     |
| → Брага                    | Итого               | Итого            | 14   | 0    | 3     | 0     | 6         | 1         | 23    | 1     |
| Витория Гимарайнш          | Лига Сагриш         | 2018/19          | 20   | 0    | 3     | 0     | —         | —         | 23    | 0     |
| Витория Гимарайнш          | Лига Сагриш         | 2019/20          | 21   | 8    | 3     | 0     | 5         | 2         | 29    | 10    |
| Витория Гимарайнш          | Итого               | Итого            | 41   | 8    | 6     | 0     | 5         | 2         | 52    | 10    |
| Фейеноорд                  | Эредивизи           | 2020/21          | 18   | 0    | —     | —     | 4         | 0         | 22    | 0     |
| Фейеноорд                  | Эредивизи           | 2021/22          | 1    | 0    | —     | —     | 1         | 0         | 2     | 0     |
| Фейеноорд                  | Итого               | Итого            | 19   | 0    | —     | —     | 5         | 0         | 24    | 0     |
| Умм-Салаль                 | Лига Звёзд Катара   | 2022/23          | 16   | 4    | 2     | 0     | —         | —         | 18    | 4     |
| Умм-Салаль                 | Итого               | Итого            | 16   | 4    | 2     | 0     | —         | —         | 18    | 4     |
| Шанхай Шэньхуа             | Китайская Суперлига | 2023             | 18   | 1    | —     | —     | —         | —         | 18    | 1     |
| Шанхай Шэньхуа             | Итого               | Итого            | 18   | 1    | —     | —     | —         | —         | 18    | 1     |
| Всего за карьеру           | Всего за карьеру    | Всего за карьеру | 152  | 19   | 21    | 1     | 17        | 3         | 190   | 23    |